# Koninklijke Fanfare De Ware Vrienden Huldenberg
De Koninklijke Fanfare De Ware Vrienden Huldenberg is een fanfareorkest uit Huldenberg dat opgericht werd als tweede muziekvereniging in 1892.

## Geschiedenis
Naast de reeds sinds 1869 bestaande Koninklijke Harmonie De IJsschegalm Huldenberg werd in 1892 een tweede muziekvereniging in het toen nog zeer landelijke Huldenberg opgericht, de harmonie "De Ware Vrienden". De initiatiefnemers Alfred Stroobants en Remy La Haye begonnen in de zomer 1892 met de oprichting samen met vele leden van het zangkoor "St. Cecilia". In juli 1893 gaf men met het eerste concert met een deelname aan een festival van de "Verenigde Turfboeren" van Terlanen. In hetzelfde jaar volgden nog optredens in Tervuren en Leuven. Ondanks taalperikelen namen zij deel aan verdere festivals en werd het eerste vaandel aangereikt in 1895. Bij deze gelegenheid speelden al 51 muzikanten in het orkest.
Naar de Eerste Wereldoorlog werden in maart 1919 de activiteiten weer opgestart. Hierna volgt een korte heropbloei. De “Harmonie De Ware Vrienden” kreeg een nieuw vaandel in 1935. De dertiger crisisjaren, de mobilisatie en de Tweede Wereldoorlog zorgden ervoor dat de vereniging grotendeels stilviel. In 1942 overleed wel de oprichter en voorzitter Alfred Stroobants. Na de bevrijding in 1944 was het opnieuw Remy La Haye die de vooroorlogse leden van het bestuur en de dirigent Léon Nicodème bijeen haalde om de activiteiten weer in gang te zetten. Na de Tweede Wereldoorlog werd weer deelgenomen aan festivals en getuigschriften en medailles behaald.
Er werd ook een toneelkring opgericht die zoveel succes oogstte dat de harmonie zich verplicht zag te verhuizen naar de ruimere zaal "Varia".
In 1946 werd Léon Nicodème, die gedurende 54 jaar de harmonie zijn muzikale stempel had gedrukt, opgevolgd door de Schaarbekenaar Frans Teugels, die alom bekend was in de streek.
Léon Nicodème, Remy La Haye, Dionisius (Deoni) Sterckx, Henri Laureyns, Emiel De Keyzer en Jozef Taymans, die zich gedurende vijftig jaar of meer ten dienste hadden gesteld van hun vereniging, werden op 7 november 1947 vereerd met de Zilveren Medaille der Orde van Leopold II, geschonken door prins Karel van België, Regent van België.
De zeer actieve dirigent Teugels vormt de harmonie in 1950 om tot fanfare. In 1952 kreeg de Fanfare De Ware Vrienden een nieuw vaandel. In hetzelfde jaar werd door koning Boudewijn I aan de fanfare het predicaat Koninklijk verleend. Op 25 mei 1952 werd ter gelegenheid van het 60-jarig bestaan een groot muziekfestival gevierd, waaraan 25 blaasorkesten hun medewerking verleenden. De componist en dirigent Frans Teugels had voor deze gelegenheid een mars geschreven De Ware Vrienden waarop Hilaire Verdoodt ook een tekst opstelde. Op deze dag ontvingen de leden Armand Van Wayenbergh, Hendrik Van Wayenbergh, Hendrik Philips en Frans Mommaerts eveneens de Zilveren Medaille der Orde van Leopold II.
De gouden jaren vijftig waren een periode van hoogconjunctuur voor “De Ware Vrienden”. De bekwame leiding van Frans Teugels wierp vruchten af. In 1965 werd de dirigent Frans Teugels opgevolgd door Jef Demey, onderkapelmeester van het Groot Harmonieorkest van de Belgische Gidsen te Brussel. Onder zijn leiding behaalde de fanfare De Ware Vrienden tijdens de provinciale muziektornooien te Tienen en te Anderlecht eerste prijzen. In 1967 vierde de fanfare haar 75-jarig bestaan met een groot muziekfestival met als muzikaal hoogtepunt een galaconcert door het Groot Harmonieorkest van de Belgische Gidsen onder leiding van de chef-dirigent Yvon Ducène.
In 1968 nam dirigent Demey wegens ziekte ontslag. Zijn opvolger was Jos Aertgeerts, eveneens onderkapelmeester bij de Muziekkapel der Gidsen. Het eerste concert van de fanfare De Ware Vrienden dirigeerde hij op 23 november 1968. Hij was ook de initiatiefnemer voor de oprichting van een jeugdfanfare in 1974. Deze jeugdfanfare was echter geen lang leven beschoren, maar aan het fanfareorkest werden vele jongeren toegevoegd. Aertgeerts werd later benoemd tot directeur van de stedelijke muziekschool van Tienen en nom in 1981 ontslag.
Tot zijn opvolger als dirigent werd Luc Vandermosten, die op 6 mei 1981 zijn eerst concert met de Koninklijke Fanfare "De Ware Vrienden" in Lubbeek dirigeert. In 1992 kon men naast een hele boel jonge muzikanten binnen het orkest te begroeten ook het eeuwfeest van de fanfare vieren.

## Dirigenten
- 1892-1946 Léon Nicodème
- 1946-1965 Frans Teugels
- 1965-1968 Jef Demey
- 1968-1981 Jos Aertgeerts
- 1981-heden Luc Vandermosten